# Мёрк, Нора
Нура Мёрк (норв. Nora Mørk; род. 5 апреля 1991 года в Осло, Норвегия) — норвежская гандболистка, игрок датского клуба «Эсбьерг» и сборной Норвегии. Двукратная чемпионка мира (2015 и 2021), пятикратная чемпионка Европы (2010, 2014, 2016, 2020, 2022), бронзовый призёр и лучший бомбардир Олимпийских игр 2016 года и Олимпийских игр 2020 года в составе сборной, шестикратная победительница Лиги чемпионов.

## Карьера

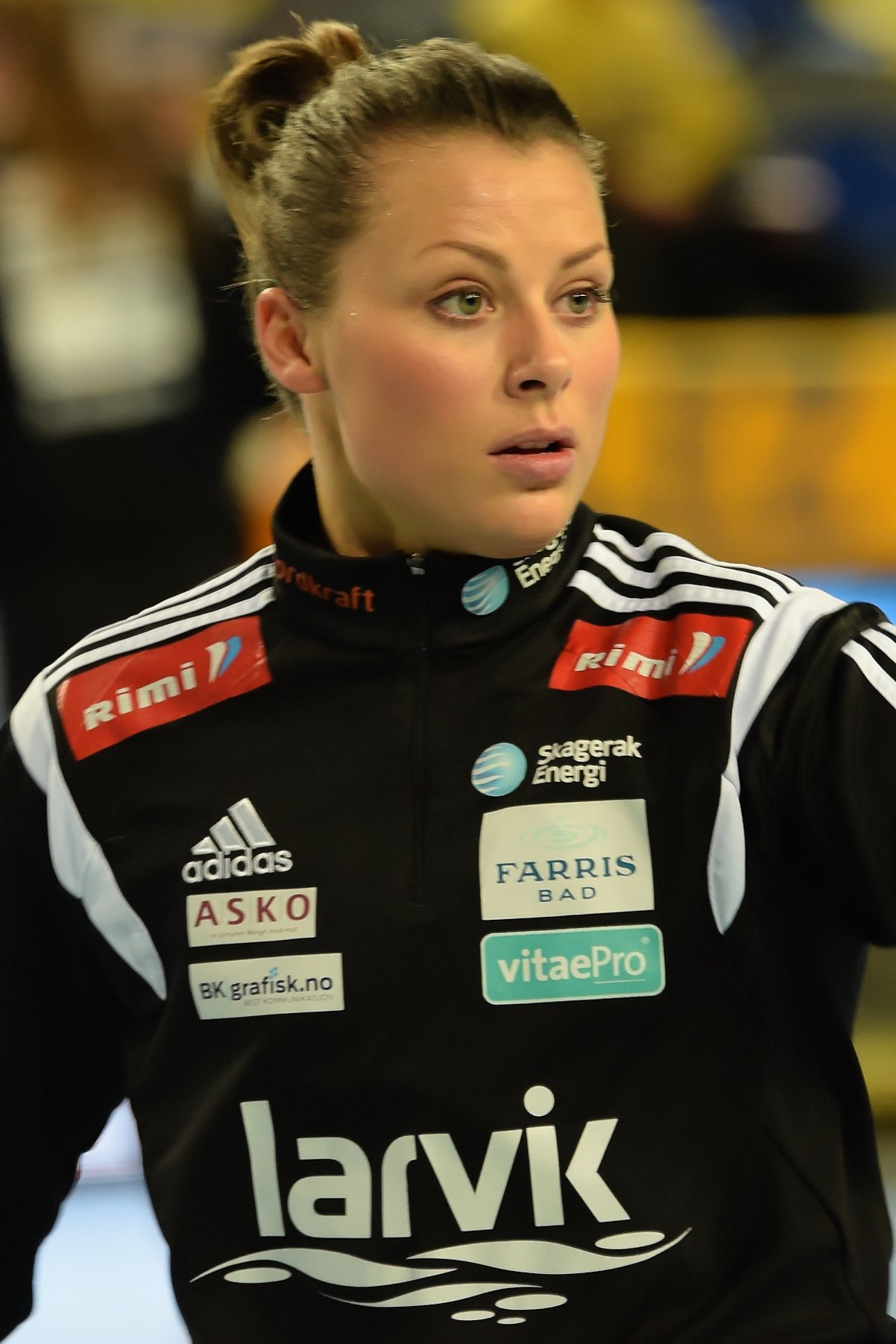
2014 год

Дебютировала в составе сборной Норвегии 21 сентября 2010 года в возрасте 19 лет. Всего за сборную провела более 170 матчей и забросила более 830 мячей.
В феврале 2018 года, выступая за «Дьёр», получила травму колена в матче Лиги чемпионов. Восстановление должно было завершиться осенью 2018 года, но Мёрк почувствовала боль в колене, потребовалась ещё одна операция, которая прошла в октябре 2018 года в Осло. Мёрк пропустила чемпионат Европы 2018 года.
В августе 2019 года, выступая за «Бухарест», в матче на Суперкубок Румынии получила тяжёлую травму — разрыв передних крестообразных связок левого колена. Из-за этого Мёрк была вынуждена пропустить чемпионат мира 2019 года в Японии. Вернулась в сборную на чемпионате Европы 2020 года, где стала лучшим бомбардиром (52 гола) и была признана лучшим правым полусредним турнира. Норвежки выиграли 8 матчей из 8 и завоевали золото.
В 2020—2022 годах выступала за ведущий норвежский клуб «Вайперс», которому помогла выиграть Лигу чемпионов в 2021 и 2022 годах. В 2022 году перешла в датский «Эсбьерг».

## Семья
Есть сестра-близнец Теа, также выступавшая за сборную Норвегии по гандболу. Теа завершила карьеру в декабре 2018 года.

## Достижения
Командные
- Чемпионат Европы среди юниоров:
  - Победитель: 2009
- Чемпионат мира среди юниоров:
  - Победитель: 2010
- Чемпионат мира:
  - Победитель: 2015, 2021
- Чемпионат Европы:
  - Победитель: 2010, 2014, 2016, 2020
- Чемпионат Норвегии:
  - Победитель: 2009/10, 2010/11, 2011/12, 2012/13, 2013/14, 2014/15, 2015/16, 2020/21, 2021/22
- Кубок Норвегии:
  - Победитель: 2009, 2010, 2013, 2014, 2015, 2020, 2021
- Чемпионат Венгрии:
  - Победитель: 2016/17, 2017/18, 2018/19
- Лига чемпионов ЕГФ
  - Победитель: 2011, 2017, 2018, 2019, 2021, 2022

Личные
- Лучший бомбардир Олимпийских игр: 2016 (62 мяча) и 2020 (52 мяча)
- Лучший бомбардир чемпионата мир: 2017 (66 мячей)
- Лучший бомбардир чемпионата Европы (3): 2016 (53 мяча), 2020 (52 мяча), 2022 (50 мячей)
- Лучший правый полусредний чемпионатов мира (3): 2015, 2017, 2021
- Лучший правый полусредний чемпионатов Европы (3): 2014, 2016, 2020
- Лучший правый полусредний Лиги чемпионов ЕГФ (5): 2015, 2016, 2017, 2021, 2022